# Casa Poncell
La Casa Poncell o Impremta Poncell és un edifici modernista del municipi d'Igualada (Anoia) protegit com a bé cultural d'interès local.

## Descripció
La composició de l'edifici és dividit en tres parts: una central, més ampla, que està flanquejada per dues que sobresurten, tant en profunditat com en alçada. L'edifici és coronat per uns merlets esglaonats, molt propis d'aquest autor, i que ens recorden la influència que l'edifici té de la casa Macaya de Puig i Cadafalch. També hi trobarem utilitzat el totxo en la barbacana, modalitat constructiva molt característica d'aquest arquitecte. També cal destacar la barbacana en el finestral de la sala d'estar i a la porta d'entrada. El promotor de l'obra fou Nicolau Poncell i Sitges, tipògraf.